# ペレグリン・オズボーン (第2代リーズ公)

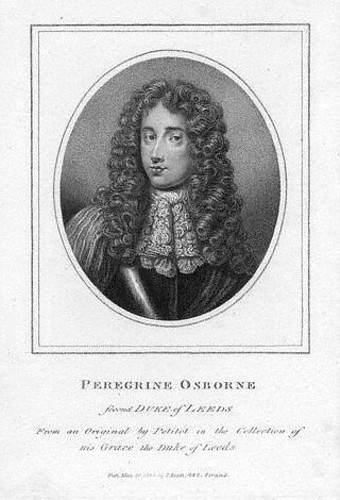
第2代リーズ公ペレグリン・オズボーン（1710年）

第2代リーズ公ペレグリン・オズボーン（Peregrine Osborne, 2nd Duke of Leeds, 1659年 - 1729年6月25日）は、イングランドのトーリーの政治家、貴族。トマス・オズボーンとブリジット・バーティの次男。
1673年、父からオズボーン子爵位を譲られるが、同年に放棄された。1677年、バーウィック・アポン・ツイードで議員に当選、1679年にドーセット、1689年にノース・ヨークシャーで選出、翌1690年にオズボーン男爵に叙爵、貴族院議員となった。イギリス海軍の副提督に就任、大同盟戦争に従軍した。ロシア皇帝ピョートル1世のイギリス訪問の案内役も務めた。
1729年死去。次男のペレグリンが後を継いだ。

## 子女
準男爵トマス・ハイドの娘ブリジット・ハイドと結婚、3人の子を儲けた。
1. ウィリアム（1690年 - 1711年）
2. ペレグリン（1691年 - 1731年）
3. メアリー（1688年 - 1721年） - ボーフォート公爵ヘンリー・サマセットと結婚、ダンドナルド伯ジョン・コクランと再婚。

| 名誉職                                | 名誉職                                                             | 名誉職                      |
| ------------------------------------- | ------------------------------------------------------------------ | --------------------------- |
| 先代 ニューカッスル＝アポン＝タイン公 | イースト・ライディング・オブ・ヨークシャー治安判事 1711年 - 1715年 | 次代 アーバイン子爵         |
| 先代 ニューカッスル＝アポン＝タイン公 | イースト・ライディング・オブ・ヨークシャー統監 1713年 - 1714年     | 次代 アーバイン子爵         |
| イングランドの爵位                    |                                                                    |                             |
| 先代 トマス・オズボーン               | 第2代リーズ公 1712年 - 1729年                                      | 次代 ペレグリン・オズボーン |